# Stachys milanii
Stachys milanii là một loài thực vật có hoa trong họ Hoa môi. Loài này được Petrov ex Magnier miêu tả khoa học đầu tiên năm 1887.